# Зоряний десант (фільм)
Зо́ряний деса́нт (англ. Starship Troopers) — американський воєнно-фантастичний бойовик 1997 року режисера Пола Верговена і сценариста Едварда Ноймаєра за мотивами однойменного роману письменника-фантаста Роберта Гайнлайна.
Сюжет розгортається в мілітаристському майбутньому на тлі міжзоряної війни між людством і членистоногими «арахнідами». Пацифіст Джонні Ріко заради кар'єри вирушає до війська, де, попри все, проходить шлях від новобранця до героя війни.
Хоча фільм невдовзі після виходу широко критикували за погану гру акторів і шаблонність, із часом критики стали сприймати його як сатиру на мілітаризм і один із найкращих антифашистських фільмів.

## Сюжет
Дія фільму відбувається в далекому майбутньому. Згідно із законами, що діють на Землі, громадянство в світовій Федерації надається лише після служби в армії. Громадянин отримує виборче право, пільги, оплату навчання, позачерговий дозвіл мати дітей, можливість займатися політикою. Тим часом, над людством нависла смертельна загроза. Полчища комахоподібних істот «арахнідів» з далекої зоряної системи Клендату загрожують Землі, обстрілюючи її метеоритами. Відбуваються криваві сутички за колонізовані планети.
Старшокласник Джонні Ріко на уроці історії, який веде вчитель Ращак, слухає про те, що сила — це єдине, що дійсно розв'язує проблеми людства. Хлопець погоджується, але вчитель зауважує, що ця згода лише формальна. Однокласниця Кармен Ібанес мріє вступити до льотної школи і добре складає вступні іспити. Результати Ріко, що хотів вступити туди ж, провальні, з чого глузує шкільний задирака Карл Дженкінс. Джонні пробує піти в корпус телепатів, але його здібностей виявляється замало. Він запитує поради в Ращака, котрий відповідає, що краще вирішити самому.
Після випускного Кармен іде в пілоти, Карл — у розвідку, а Джонні, щоб отримати бодай якусь кар'єру, вирушає в піхоту. Батьки Джонні виступають різко проти рішення сина. Він проходить сувору муштру у військовому таборі. В частину, де служить Джонні, вступає його інша однокласниця, Діззі Флорес. Під час військових навчань з вини Джонні гине його товариш, за що Джонні призначають побиття батогом. Він сумнівається в правильності свого вибору та подає рапорт про відставку. Але невдовзі арахніди скидають на Землю астероїд. Буенос-Айрес, де жили батьки та друзі Джонні, виявляється зруйнованим.
На Землі оголошують мобілізацію, тож Джонні Ріко, Діззі Флорес, Кармен Ібанес і Карл Дженкінс входять до складу зоряного десанту. Вони летять на планету Клендату, щоб у вирішальній сутичці знищити арахнідів та завадити наступним атакам. Жуки, через недооцінку суперника та кепські розвіддані, успішно відбивають першу атаку сил Федерації. Землянам доводиться змінити тактику.

Кадр із фільму

Джонні разом із Діззі у складі свого нового загону «Шибайголови» вирушають на завдання. За збігом обставин командиром загону є колишній вчитель Джонні і Діззі, лейтенант Ращак. Десантники відбивають напад комах і святкують перемогу, але вночі до них приходить сигнал SOS від загону генерала Оуена, який перебуває на розташованій на планеті заставі. Прибувши на місце вони виявляють, що всіх бійців, які були на заставі, убито, а дивом уцілілий генерал збожеволів. Сигнал SOS виявився пасткою комах, які атакували заставу, зайняту прибулими десантниками. Зазнаючи великих втрат, загін відбивається від полчищ арахнідів до прибуття рятувального зорельота. Ращак і Діззі гинуть в бою.
Карл, що швидко дослужився до звання полковника, призначає друга Джонні командиром «Шибайголів», земні сили готуються до масштабної контратаки. «Шибайголови» Джонні Ріко отримують наказ знайти мозковий центр арахнідів, а в цей час військово-космічний флот на орбіті потрапляє під потужний обстріл плазмою з поверхні планети. Серед підбитих зорельотів виявляється і корабель «Роджер Янг», на якому служить Кармен. Кармен і її напарникові Зандеру Баркалоу вдається дістатися до рятувальної шлюпки, вони здійснюють екстрену посадку на планеті. Опинившись у лігві арахнідів, вони посилають сигнал лиха, який уловлює команда Ріко.
Після нетривалого нерівного бою з арахнідами, поранені Кармен і Зандер потрапляють у полон і зустрічаються з жуком-командиром, який висмоктує мозок у Зандера, щоб прочитати його пам'ять. Проте перед смертю Зандер встигає потайки передати Кармен ніж. Цим ножем Кармен відсікає «жало» жука при спробі висмоктати її мозок. На допомогу Кармен приходить Джонні з двома товаришами. Зав'язується бій і, важко поранений, капрал Воткінс стримує натиск арахнідів, даючи іншим час піти, а після підриває себе разом з комахами. Вибравшись назовні, молоді люди бачать що вся армія тріумфує — жука-командира схоплено і в перебігу війни повинен нарешті настати перелом. Фінальна сцена показує, що вчені Федерації досліджують жука в лабораторії, намагаючись розгадати таємниці комах.
Кармен, уже на посаді капітана зорельота, оголошує про висадку десанту, серед яких і загін під командуванням Джонні Ріко. «Вони б'ються, і вони переможуть!» — звучить завершальне гасло.

## В ролях
| Актор             | Роль                    |
| ----------------- | ----------------------- |
| Каспер ван Дін    | Джоні Ріко              |
| Деніз Річардс     | лейтенант Кармен Ібанес |
| Діна Меєр         | Діззі Флорес            |
| Ніл Патрік Гарріс | Карл Дженкінс           |
| Джейк Б'юзі       | Айс Леві                |
| Кленсі Браун      | сержант Зім             |
| Майкл Айронсайд   | Жан Расчак              |
| Патрік Малдун     | Зандер Барклоу          |
| Сет Гілліам       | Шугар Воткінс           |
| Ру Маккленаган    | вчитель біології        |

| Актор              | Роль            |
| ------------------ | --------------- |
| Маршалл Белл       | генерал Оуен    |
| Ерік Браскоттер    | Брекінрідж      |
| Метт Левін         | Кіттен Сміт     |
| Блейк Ліндслі      | Катріна         |
| Ентоні Руйвівар    | Шуджимі         |
| Бренда Стронг      | капітан Деладьє |
| Дін Норріс         | командир        |
| Крістофер Каррі    | містер Ріко     |
| Ленор Касдорф      | місіс Ріко      |
| Темі-Едріан Джордж | Джана           |

## Виробництво

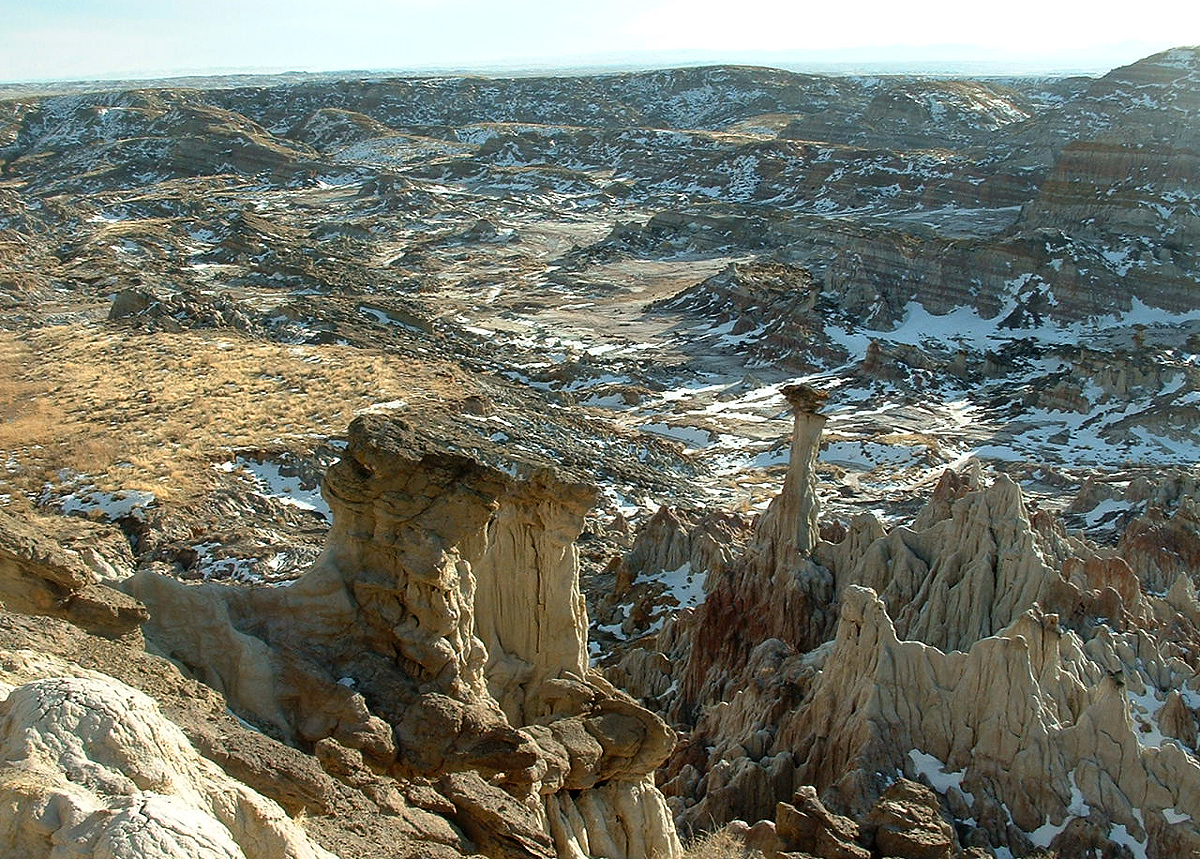
Краєвиди Натрони (штат Вайомінг), які зображали планету Клендату

### Теглайни
- «Геноцид не зрівняється з цим».
- «У кожну епоху є справа, за яку варто боротися, але в майбутньому найбільшою загрозою для нашого виживання буде зовсім не людина. Молоді майбутнього доведеться подорожувати зірками і зіткнутися з ворогом, більш нищівним, ніж будь-хто міг собі уявити.».
- «Підготуйтеся до битви».
- «Десантники майбутнього тут… і їхні вороги не люди».
- «Новий тип ворога. Новий тип війни».
- «Людство просто стало видом, що зникає».[2]

### Сценарій
- Фільм знято за мотивами роману Роберта Гайнлайна «Зоряний десант» (Starship Troopers, 1959). Режисер Пол Верховен визнав, що не дочитав оригінального роману, оскільки після перших кількох глав йому стало нудно та депресивно.[3] За прототип оформлення фільму взято пропагандистську нацистську кінострічку Лені Ріфеншталь «Тріумф волі»[4]
- На випускному вечорі звучить пісня Девіда Боуї «I Have Not Been To Oxford Town». Текст пісні трохи переробили, щоб звернутися до двадцять третього століття, а не 21-го. Кавер-версію цієї пісні виконує Зое Поледуріс[en], старша донька композитора Безіла Поледуріса[en].[3]
- Спочатку за сценарієм ручним звіром Карла мала бути жаба, а не тхір.[3]
- Це улюблений фільм режисера Пола Верховена.[2]

### Знімання
Старша школа, в якій на початку фільму навчаються Кармен, Карл і Діззі, — це лікарня Кайзера Перманента. Сцени з вибухом і пожежею після руйнування в Буенос-Айресі насправді взято з відео пожежі на Окленд Хіллз у жовтні 1991 року. Коли Ріко, Кармен і Карл зустрілися з офіцером-вербувальником, і офіцер тисне руку Ріко, показано, що він втратив обидві ноги. Це зроблено не за допомогою спецефектів. Роберту Девіду Холу — актор, який грає офіцера — довелося ампутувати обидві ноги після аварії в 1978 році. Джейк Б'юзі (грає Ейса) навчився грати на скрипці для цього фільму. В сцені, коли Ріко танцює з Діззі, мелодія Ейса на скрипці — це відома народна мексиканська пісня «Las Golondrinas».
У фільмі використано більшу кількість боєприпасів, ніж у будь-якому попередньому проєкті. Каспер ван Дін (Джонні) зламав ребро під час трюку, стрибаючи з жука-танкера. Більшість жуків створено за допомогою комп'ютерних спецефектів, але також було побудовано кілька моделей у натуральну величину. Під час бойових сцен актори дивилися на Пола Верховена, який був поряд і постійно стрибав та кричав, щоб викликати достовірніші емоції з боку акторів.
Під час знімання Джейк Б'юзі (Ейс), після роботи протягом усього дня на 120 градусах пустельного сонця, зазнав теплового удару. Це зупинило знімання на тиждень. Коли актор відновився, у його формі зробили кілька великих отворів для охолодження. Щоб запобігти подібним випадкам, так само модифіковано й інші костюми. Під час знімання в середньому 25 осіб на день зазнавали теплового удару.
Каспер ван Дін сказав, що його часто запитують, чому синьоокий блондин-актор зіграв аргентинця Хуана Ріко. Він припустив, що його персонаж — нащадок засланих німців. Аргентина відома, як місце переховування німецьких військових злочинців після Другої світової війни.

### Кастинг
На роль Джонні Ріко розглядали Джеймса Марсдена, а Марк Волберг відмовився від неї. Лейтенанта Віллі грає Стівен Форд, син колишнього президента Джеральда Форда. Агресивний чоловік з Буенос-Айреса, який заявляє «Хороший жук — мертвий жук!», — це продюсер фільму Джон Дейвісон. Сценарист Едвард Ноймеєр з'являється камео в ролі злочинця, засудженого до смерті, під час перерви в засобах масової інформації.
Каспер ван Дін, Діна Меєр і Деніз Даус знімалися разом у телесеріалі Беверлі-Гіллз 90210.

### Реліз
Фільм присвячено Ґевіну Ґарріті (англ. Gavin Gharrity) і Томові О'Галлорану (англ. Tom O'Halloran), двом операторам, які працювали над фільмом Верховена «Стриптизерки» (1995).
Перед релізом тестували реакцію аудиторії, тому перед випуском бойовика в кінотеатрах проєкт зазнав кілька сюжетних змін. Спочатку був присутній конфлікт між Кармен, Ріко і Зандером: стандартний любовний трикутник, де дівчина буквально розривається подумки між двома чоловіками. Тести аудиторії, незалежно від статі, показали, що жінка не може кохати двох чоловіків одночасно, тому сцени, що зображують романтичний конфлікт між трьома персонажами, максимально скоротили. Аудиторія також вважала, що для Кармен аморально вибирати кар'єру замість її лояльності до Ріко. Багато глядачів обурено коментували, що в такому разі Кармен повинна загинути замість Діззі. Вважаючи, що, якщо фільм не змінити згідно із зауваженнями критиків, то це вдарить по ньому в комерційному плані, творці вирізали сцену поцілунку між Кармен і Ріко після смерті Зандера, яка, за словами аудиторії, робила попередню зраду ще аморальнішою.
Використання нацистських образів для американських героїв викликало жваві коментарі під час релізу в кінотеатрах. Творці фільму не пояснювали причин цього вибору. Як наслідок, деякі глядачі інтерпретували такі знаки, як сатиру, тоді як інші вважали прославлянням фашизму.
«Зоряний десант» разом із «Робокопом» (1987), «Основним інстинктом» (1992), «Стриптизерками» (1995) і «Невидимкою» (2000), є одним з п'яти окремих кінофраншиз, в яких перший фільм (режисер Пол Верховен) був набагато успішнішим, ніж їхні відповідні продовження (не режисовані Верховеном). Усі продовження мали низькі касові збори або були випущені безпосередньо на DVD.
Фільм вийшов спочатку в кінотеатрах Великої Британії з рейтингом «не молодше 15 років», але британські цензори відчували, що були занадто м'якими, тому нову версію було оновлено до рейтингу «не молодше 18 років» для відео та DVD.

### Алюзії
Більшість дорослих у фільмі мають травми: у Ращака (Майкл Айронсайд) немає руки; вчитель біології має шрами на обличчі і сліпий; сержант-рекрутер втратив обидві ноги. Режисер Пол Верховен включив їх, як символ войовничої історії Федерації.
Базу, розташовану в Академії флоту, має назву «Терешкова», на честь космонавтки Валентини Терешкової, першої жінки в космосі. Є багато інших прикладів у фільмі про майбутнє, де демонструється гендерна нейтральність, наприклад, змішана душова сцена.
На стінах класів висять портрети великих філософів: Арістотеля, Спінози, Ніцше, Ганни Арендт. Всі вони, як відомо, мали вплив на політику та політичні теорії. Арендт зокрема вивчала тоталітаризм, важливу тему для фільму.
Військовий мотиватор «Ви (мавпи) хочете жити вічно?» використовував Фрідріх Великий, коли Пруссія воювала з Австрією.
Ім'я персонажа Емі Смарт не згадано у фільмі, проте диктор на FedNet звертається до неї як «лейтенант Стек Ламбрезе», що цілком може бути відсиланням до одного з продюсерів фільму — Стейсі Ламбрезе.
Битва у фортеці має багато відсилок до класичної військової драми «Зулуси» (1964) в діалогах: «ми всі помремо», «вогонь за готовністю» і «повертаємося до складу», а також деякі аналогічні кути камери.
Перед битвою на Клендату лейтенант Віллі (грає Стівен Форд) каже своїм підлеглим: «Пам'ятайте підготовку, і ви повернетеся назад живими». Іронія ситуації в тому, що лейтенант Віллі першим загинув під час битви з жуком.
Коли Кармен зустрічає Джонні в космопорті, вона розповідає, що «мій тато раптово вирішив мені допомогти спакувати речі — він боїться, що більше не побачить мене». Це явне передбачення руйнування Буенос-Айреса, яке вбиває батьків Джонні та батька Кармен.

### Відмінності від роману
У фільмі національності Джонні Ріко та деяких інших персонажів змінено. В романі Роберта А. Гайнлайна оповідь ведеться від першої особи Хуана «Джонні» Ріко, сина багатої філіппінської родини. В романі Діззі — чоловічої статі. Кармен не була дівчиною Ріко в книзі, а лише однією із друзів. Вони зустрічаються на кораблі, коли Ріко вже є «лейтенантом третього класу».
Згідно з книгою, Джонні Ріко зарахували до Мобільної піхоти — це футуристична військова частина, оснащена бронекостюмами та арсеналом високоефективної зброї. У фільмі замість елітної бойової сили вона є звичайною армією, озброєною автоматичними гвинтівками, без бронетехніки, артилерії, важкої зброї та іншого важливого обладнання. Бронекостюми з'являються тільки в третій частині «Зоряний десант 3: Мародер» (2008).
У романі Карл загинув під час рейду на дослідницькій станції. Після того, як Ріко здобув посаду сержанта, в романі присутня сцена його возз'єднання з батьком.

## Сприйняття
Невдовзі після виходу на екрани фільм зібрав переважно негативні відгуки американських критиків. Так, Джефф Вайс у «Deseret News» відгукувався: «Звичайно, спецефекти фільму — „що більше, то краще“ — вражають, але їх більш ніж компенсує поява одного з найгірших акторських складів у новітній історії кіно […] І їм відповідає настільки поганий сценарій, що це приголомшує (автор сценарію „Робокопа“ Ед Ноймаєр), сповнений жартівливими, шаблонними діалогами, які наближаються до пропагандистських військових фільмів 1940-х років. Навіть постановні телевипуски новин (подібні до кумедних анонсів новин у „Робокопі“) — це вправи в надмірностях». Пізніше критики частіше трактували «Зоряний десант» як гостру сатиру на правий мілітаризм чи навіть як комедію.
На агрегаторі кінорецензій Rotten Tomatoes фільм зібрав 66 % позитивних рецензій. На Metacritic його середня оцінка складає 51 бал зі 100.
Нед Картер Майлз у «LWLies» стверджував, що фільм демонструє наскільки фальшиву, настільки ж сильну пропаганду. Як пояснював критик, Гайнлайн не писав свій роман як сатиру, він створив соціал-дарвіністську відповідь на критику випробувань ядерної зброї США наприкінці 1950-х років. Натомість «вульгарна розважальність» фільму спонукає сприймати насильство як єдине правильне рішення, після чого в глядачів виникає неприємне відчуття через те, що багато з них насправді поділяють показані в фільмі ідеї.
Девід Рот у «The New Yorker» писав, що «Зоряний десант» — це антифашистський фільм-попередження, який показує «…суспільство, фіксація якого на силі зробила його покірним, ідіотським і парадоксально слабким». На думку критика, в «Зоряному десанті» глядачі бачать чистіший, впорядкованіший світ, ніж у інших стрічках того ж режисера, як-от «Робокоп» чи «Згадати все». Проте в цьому світі, що осучаснює фашистську ідеологію, не лишається людяності. «Верховен запозичує з нацистських пропагандистських документальних фільмів Лені Ріфеншталь „Олімпія“ і „Тріумф волі“ не лише окремі моменти й кадри, а й те, що там підносилося та що лишалося поза межами. Фільм включає список панівних фетишів нацизму Сьюзен Зонтаґ з її есе 1975 року „Захопливий фашизм“ (культ краси, фетишизм мужності, розчинення чужинності в екстатичних почуттях спільноти; відмова від осмислення»)". Та режисер дає зрозуміти, що суспільство, котре живе війною та повторюванням нібито його бояться, нездатне перемогти; адже без нескінченної боротьби воно вже не може існувати.
Кіт Дейнінгер у «Screen Rant» відгукнувся, що «Це не фільм, який прославляє насильство, а фільм, який його засуджує, хоча цю ідею не зрозуміли […] Насправді „Зоряний десант“ — смішна, темна комедія, яка показує небезпеку насильницького мислення. Той факт, що критики не змогли визначити цей аспект історії протягом багатьох років, є свідченням того, наскільки добре вона працює». Критик вважав, що Верховен зняв попередження про те, якими можуть стати США. Це фільм, «…який дуже критично ставиться до війни та правління воєнщини». На думку Дейнінгера, «„Зоряний десант“ насправді може бути одним із найкращих антифашистських фільмів усіх часів».
На думку Роджера Еберта, «Зоряний десант» надмірно заглиблюється в сатиру на мілітаризм. За його словами, Верховен показав, що люди легко можуть знищити ворога, але не роблять цього аби на боротьбі з ним утримувати усталене влаштування суспільства. На це працюють і «рекламні» образи головних героїв, які ніби щойно зійшли з плакатів. Проте рівень виконання спонукає сприймати фільм, як розрахований на дітей, попри всі його криваві сцени. «Гайнлайн призначав свою історію для молодих хлопців, але написав її більш-менш серйозно. Єдине виправдання для фільму режисера Пола Верховена полягає в тому, що, зберігаючи вірність матеріалу та періоду Гайнлайна, він додає елемент уїдливої сатири».
Джейсон Бейлі писав у «Vice», що Пол Верховен переосмислив оригінальний роман Роберта Гайнлайна, показавши його світ мілітаристським і фашистським, де попри показну чесність суспільства, базованого на заслугах, «деякі є, або вважаються, „рівнішими“ за інших».
Видання «The Atlantic» у 2013 році зарахувало «Зоряний десант» до «найнедооціненіших фільмів». У 2012 році журнал «Slant Magazine» помістив фільм на 20 місце в своєму списку 100 найкращих фільмів 1990-х рр.

## Франшиза

### Фільми
Список фільмів, сюжет яких розгортається в тому ж всесвіті, що й оригінальний 1997 року, включає: «Зоряний десант 2: Герой Федерації» та «Зоряний десант 3: Мародер». Два анімаційні фільми — «Зоряний десант: Вторгнення» та «Зоряний десант: Зрада Марса» сюжетно нехтують події перших трьох фільмів і містять оригінальні події.

### Інше
Sega Pinball випустила пінбол-машину на основі цього фільму.

### Ремейк
У 2012 стало відомо, що компанія Sony Pictures почала роботу над ремейком «Зоряного десанту». Продюсером нової версії фільму став Ніл Моріц, відомий фільмами «Я — легенда» та «Битва за Лос-Анджелес».